# ليو شيرمان
ليو إدموند شيرمان (بالإنجليزية: Leo Edmund Scherman)‏ هو ممثل ومخرج وكاتب سيناريو ومنتج أفلام كندي ولد بتاريخ 2 أبريل 1975 في لندن.

## أعماله
من أفلامه هو فيلم الخندق 11.

## وصلات خارجية
- ليو شيرمان على موقع IMDb (الإنجليزية)
- ليو شيرمان على موقع ألو سيني (الفرنسية)
- ليو شيرمان على موقع أول موفي (الإنجليزية)
- ليو شيرمان على موقع قاعدة بيانات الفيلم (الإنجليزية)
- ليو شيرمان على موقع كينوبويسك (الروسية)